# 索倫 (挪威)
索倫（挪威語：Solund）是挪威的一個市镇，位於韦斯特兰郡，行政中心为哈德巴克村。市镇面积为228平方公里，人口数量为802人（2020年），人口密度为每平方公里3.7人。